# Quore
Quore è un film del 2002 scritto e diretto da Federica Pontremoli, con Michela Noonan, Mariella Valentini e Carla Signoris.

## Trama
Paola è una giovane contrabbassista che fa parte di un gruppo musicale di sole ragazze: le Oche selvagge. Il gruppo ottiene un insperato contratto per una tournée, ma Paola scopre di essere incinta a causa di un'avventura con Filippo, un uomo già sposato. La ragazza si trova quindi di fronte ad un bivio: mettere al mondo il bambino o abortire per seguire le amiche in tournée. Paola cerca di trovare un sostegno morale e una persona con cui confidarsi. Il ginecologo le enumera le possibilità che ha in maniera fredda e meccanica, il padre naturale del bimbo le dice di non farsi più sentire, la mamma Silvia, odontoiatra sembra essere la persona adatta, ma le confessa a sua volta che aspetta un bambino, infine la sua migliora amica potrebbe anche esserle di aiuto perché è a sua volta ragazza madre, ma l'incontro si rivela fallimentare. Alla fine Paola sceglie l'aborto senza confidare niente a nessuno e parte per la sua tournée. Tempo dopo Paola sposa Stefano, l'impresario del gruppo, che l'aveva sempre amata.

## Caratteristiche
Il film, girato e ambientato ad Arezzo, è stato prodotto dalla Lucky Red. È stato diretto dall'esordiente Federica Pontremoli, sceneggiatrice di professione (più nota al pubblico come sceneggiatrice del successivo Il caimano), spinta nella sua prima esperienza da Francesco Ranieri Martinotti, che in questo film è co-produttore.
Non ha avuto molto successo anche perché prodotto a basso costo e distribuito solo in Italia, con uscita in concomitanza con la Giornata internazionale della donna.